# Mama wa Shogaku Yonensei
Мама-четвероклассница  (яп. ママは小学4年生 мама сё:гаку ёнэнсэй) — японский сёдзё-сериал, созданный студией Sunrise. Сериал, состоящий из 51 серий, транслировался с 10 января по 25 декабря 1992 года. Он получил 24 премию Seiun. 

## Сюжет
В 2007 году некая женщина готовится к вечеринке, в то время как её муж разбирается с новым устройством, созданным для своего ребёнка. Внезапно молния попадает в телевизионную антенну дома, и ребёнок взмывает в воздух, следом исчезая.
В 1992 году четвероклассница Нацуми Мидзуки должна остаться дома одна, так как отец и мать Нацуми должны уехать в Англию на некоторое время, но достать на поездку им удалось лишь два билета. Нацуми очень расстроилась, ведь родители не только собираются улететь, а ещё и отдали её собаку соседям. В итоге родители переехали жить в Англию, собака сбежала от новых хозяев и с 20-летней тётей Идзуми (младшей сестрой мамы Нацуми) стала вновь жить в доме Мидзуки. Родители Нацуми попросили Идзуми пожить с девочкой, пока те не вернутся назад, в Японию. Тётя Идзуми обожает рисовать мангу и жаждет издать мировой бестселлер. Сначала они не ладят друг с другом, так как Нацуми называет Идзуми «оба-сан» (тётя), как принято называть людей в возрасте, а не «онээ-сан» (старшая сестра), как обычно называют молодых родственников женского пола и как сама Идзуми предпочла бы.
На второй день отъезда родителей Нацуми сидит на диване и смотрит фильм, как вдруг, перед ней появляется ребёнок. Это тот самый ребёнок, который пропал от удара молнии в 2007 году. Девочка решила не вызывать полицию и воспитать малыша самостоятельно, перед этим выслушав несколько нотаций от тёти Идзуми.
Благодаря странному устройству в форме сердца, найденному в сумке, прилетевшей вместе с ребёнком, Нацуми и Идзуми смогли связаться с родителями малыша в будущем и узнать, что малышка попала из 2007 года в прошлое, то есть в 1992 год, а мать ребёнка из будущего, в свою очередь, является взрослой Нацуми, которой уже целых 24 года, она замужем, и её ребёнка зовут Мирай. Нацуми из будущего умоляет Нацуми из настоящего позаботиться временно о ребёнке, пока она и её муж не найдут способ вернуть малышку обратно. На шее Мирай есть специальный медальон, который показывает её настроение и то, в чём она нуждается. Нацуми и Идзуми начинают спорить, как правильно воспитывать ребёнка, а также как предотвратить временный парадокс. Нацуми, чтобы обеспечить будущее своей дочери из будущего, старается усердно учиться в школе, одновременно занимаясь домашними обязанностями, и мешать тёте, которая пытается отдать малыша другим людям, а позже ленится приглядывать за ним. За это время Идзуми пытается сосредоточиться на создании манги и периодически присматривает за Мирай.

## Персонажи
Мидзуки Нацуми (яп. 水木なつみ) — главная героиня. Родилась 25 октября 1982 года. Возраст — 10 лет, рост — 132 см, вес — 29 кг, группа крови — третья. Ученица 4-го класса младшей школы Юмэгаока. Изначально жила с мамой, папой и собакой по имени Бобби, после отъезда родителей в Англию начинает жить с тётей Идзуми. Нацуми очень эмоциональна и любит, когда всё идёт по плану, что редко бывает. Весёлая, уверенно может победить мальчишек своего возраста в реслинге, но при этом её бывает легко расстроить (видимо, потому что росла единственным ребёнком в семье). Не слишком любит учёбу, зато хорошо рисует и проявляет отличные спортивные способности, благодаря чему популярна в классе. Искренне влюблена в одноклассника Фукадзаву Рюити. С появлением Мирай решает вырастить ту своими силами и каждый день попадает в какую-нибудь переделку, но благодаря врождённому упорству и помощи окружающих выходит из трудного положения, а в процессе воспитания ребёнка постепенно взрослеет сама. Чтобы хоть как-то учиться в школе, просит Идзуми сидеть во время школы с Мирай, что ту весьма напрягает и злит. Очень долго и усердно пытается скрывать от одноклассников, учителей и даже соседей существование ребёнка в её доме, пусть у неё это и не очень хорошо получается. Для четвероклассницы неплохо готовит и все дела по дому берёт на себя. Имя персонажа позаимствовано у японской сэйю, певицы и модели Мидзуки Арисы.
Мирай (яп. みらい) — девочка младенческого возраста. Является дочкой Нацуми из будущего; группа крови — третья. Носит розовый комбинезон с заячьими ушками и хвостом, который в летнюю пору сменяется похожим полукомбинезоном, а при выходе на улицу к нему добавляется шляпка с заячьими ушками. Очень непоседливая и любознательная, именно из-за этого часто едва не попадает в серьёзные переделки, угрожающие её жизни. К счастью, либо любимые мама с тётей, либо пёс Бобби в последний момент спасают её. Почему-то всё время стягивает штаны с младшего брата Дайсукэ Ямагути, как только встретит его. Также часто портит мангу Идзуми, из-за чего та и не любит приглядывать за Мирай.
Идзуми Симамура (яп. 島村いづみ) — тётя Нацуми. День рождения — 2 сентября, возраст — 20 лет. Очень ленивая, но периодически сообразительная начинающая мангака, начала жить с Нацуми в отсутствие её родителей, поскольку её саму выгнали со съёмной квартиры за неуплату. Работает ассистентом у других мангак, собираясь в ближайшее время совершить собственный дебют в мире манги. С этой целью рисует сёнэн-мангу, безуспешно пытаясь её продать, в то время как Нацуми считает, что сёдзё-манга у тёти получилась бы лучше. По характеру дерзка и небрежна, не любит убираться и вообще трудится только подрабатывая ассистентом у других мангак и рисуя собственную мангу, но если появится возможность лишний раз развлечься — никогда не откажется. Водит машину, но крайне неосторожно. Любит сладкое и хорошенько поесть. Не упустит возможности поучить Нацуми или лишний раз над ней пошутить. Первое время терпеть не могла Мирай, так как заявила, что категорически не переносит детей и животных. Но, пожив с Нацуми, со временем она становится доброй тётей, на которую можно положиться. Мечтает создать самую лучшую мангу в мире.
Дайсукэ Ямагути (яп. 山口大輔) — одноклассник Нацуми и ещё один главный герой. День рождения — 14 июля, возраст — 10 лет, группа крови — четвёртая. Примечателен тем, что носит серьгу в левом ухе, а длинные волосы завязывает в хвост. Постоянно подшучивает над Нацуми и ссорится с ней, но, когда Нацуми и Мирай попадают в беду, обязательно приходит на помощь. Обладает разносторонними талантами: использует ноутбук модели Power Mac Book S9000, который для того времени был в новинку, а также выступает в качестве режиссёра для видеоролика, который сам же и снимает. Его семья уже в течение 200 лет держит заведение, специализирующееся на производстве мисо-супа. Когда Дайсукэ было 2 года, его родители развелись и родная мать ушла из семьи. Тем не менее, Дайсукэ хорошо ладит с новой женой отца Савако и её сыном Дайхэем. Его серьгу и резинку для волос оставила родная мама. Долгое время был с Нацуми в напряжённых отношениях, но, когда узнал о Мирай и поближе познакомился с Нацуми, стал с ней более искренен и добр. В будущем хочет стать кинорежиссёром. В самом конце сериала раскрывается, что он и есть будущий муж Нацуми и отец Мирай.
Тамаэ Мори (яп. 森タマエ) — миловидная пухленькая девочка, одноклассница и лучшая подруга Нацуми и Эрико. Её отец держит ресторан китайской кухни. Жизнерадостна, разбирается в маленьких детях, так как у самой в семье три младших сестры. Узнав о Мирай, вместе с Эрико иногда помогает за ней приглядывать. Однажды приготовила для Нацуми сэмбэй. По словам Эрико, страшна в гневе, но на следующий же день отходит. В будущем мечтает стать стюардессой.
Эрико Татибана (яп. 立花えり子) — одноклассница и лучшая подруга Нацуми, дочь богатых родителей. Воспитанная, ответственная и рассудительная. Они с Тамаэ больше всего поддерживают Нацуми и помогают ей. Никогда не предадут.
Рюити Фукадзава (яп. 深沢龍一) — одноклассник Нацуми и первое время её объект симпатии. Очень добрый, вежливый и воспитанный. Идеален почти во всём — от внешности до оценок в учёбе и успехов в спорте. Увлекается изучением животных, особенно африканских.
Рурико Мидзуки (яп. 水木るり子) — мама Нацуми. Очень добрая и понимающая женщина. Улетела с мужем в Англию на ПМЖ.
Кодзабуро Мидзуки (яп. 水木を掘削コード) — отец Нацуми. Строгий и умный мужчина. Улетел с женой в Англию на ПМЖ.
Бобби (яп. ボビー) — ирландский сеттер, любимый пёс Нацуми. Молодой и слегка рассеянный. После отъезда родителей Нацуми некоторое время кантовался у знакомых семей, но вскоре вернулся домой. Попал в немилость к Идзуми, которая терпеть не может собак. Умный, спокойный и тихий, поэтому ему частенько поручают присматривать за Мирай.
Взрослая Нацуми — Нацуми из 2007 года. После пропажи Мирай с помощью пудреницы пытается связаться с Нацуми из 1992 года. Очень нервничает и волнуется за Мирай. В будущем ей 24 года.
Окава-сэнсэй (яп. 大川先生) — классный руководитель 4 класса начальной школы, в котором учится Нацуми и её друзья. Очень любит своих учеников и всегда старается им угодить. В некоторых эпизодах можно заметить, что он симпатизирует Идзуми, тёте Нацуми.

## Музыкальные темы
Начальная тема«Ai o Purasu Wan» (яп. 愛を+ワン, Love is for the Plus One) исполняет Хироми Ивасаки
Концовка«Kono Ai o Mirai e» (яп. この愛を未来へ, This Love is for the Future) исполняет Хироми Ивасаки

## Озвучивали
- Сатоми Короги — Нацуми Мидзуки
- Рихоко Ёсида — Мирай
- Кадзуэ Икура — Идзуми Симамура
- Урара Такано — Дайсукэ Ямагути (10 лет)
- Тиёко Кавасима — Рурико Мидзуки (мать Нацуми)
- Томоко Маруо — Тамаэ Мори
- Юри Сиратори — Эрико Татибана
- Акэми Синохара — Рюити Фукадзава
- Такуми Ямадзаки — Бобби
- Итиро Нагай — Эдзи-сан
- Тяфурин — Окава-сэнсэй
- Аруно Тахара — Кодзабуро Мидзуки (отец Нацуми)
- Тика Сакамото — Джульетта
- Хироюки Сибамото — Дайсукэ Ямагути (25 лет)

## Список эпизодов
- 01. Малышка прилетела!
- 02. Я — мама?
- 03. Надо спрятать Мирай!
- 04. Мама — похитительница детей!
- 05. А кто папа Мирай?
- 06. Флейта хорошего настроения!
- 07. Это ты уходи из дома!
- 08. Бабушка такая классная!
- 09. Старшим братьям нелегко!
- 10. Мирай в опасности!
- 11. Приятно познакомиться, угощайтесь!
- 12. Машина времени, на старт!
- 13. Цирк приехал!
- 14. Секрет пудреницы!
- 15. Кем я стану через 15 лет?
- 16. С возвращением, мама!
- 17. Прости меня, Мирай!
- 18. С медведем за компанию
- 19. Погоня за Мирай
- 20. Я сажусь на диету
- 21. Секрет таинственной сумки
- 22. Встреча из будущего
- 23. Я бросаю школу!
- 24. Ночевать с подружками весело!
- 25. Новенький — Чао?
- 26. Надоело праздновать!
- 27. Мамина мама — весенний тайфун!
- 28. Большое приключение маленького ангела
- 29. Поцелуй в бассейне?
- 30. Война с озорниками!
- 31. Суматоха на птичьем острове!
- 32. Долгожданный тётин дебют!
- 33. Удивительное колдовство!
- 34. Чудесные воспоминания!
- 35. Появление учителя Онидзуру!
- 36. В школу с Мирай!
- 37. Мирай обнаружена!
- 38. Тётя Идзуми — мама!
- 39. Кинозвезда-шестиклассница!
- 40. Возвращение гениального учёного
- 41. Мирай — звезда?
- 42. Двойное свидание!
- 43. Нацуми — актриса!
- 44. Это и есть мой муж?
- 45. Мирай — воришка
- 46. Мамина песня
- 47. Великое превращение тёти!
- 48. Мирай — сенсация дня!
- 49. Я — мама!
- 50. Утром временного разрыва
- 51. Прощай, Мирай!